# 郭吉安
郭吉安（1972年8月—），男，汉族，河南孟津人，中华人民共和国政治人物，1994年5月加入中国共产党。现任中国铁路乌鲁木齐局集团有限公司党委书记、董事长。第十四届全国政协委员。
曾任广铁集团运输处副处长、中铁集装箱运输有限公司广州分公司总经理、广铁集团运输处处长、广铁集团副总工程师，2007年2月任京沪铁路客运专线公司筹备组副组长，2008年4月任广铁集团副总经理，后曾任中国铁路济南局集团总经理，2021年调任中国铁路青藏集团董事长，2024年6月调任乌鲁木齐局集团董事长。